# آدولفس گربله
آدولفس گربله (لتونیایی: Ādolfs Greble; ۱۰ اکتبر ۱۹۰۲ – ۳۰ مارس ۱۹۴۳) بازیکن فوتبال اهل لتونی بود.
وی همچنین در تیم ملی فوتبال لتونی بازی کرده‌است.